# 西西伯利亚经济地区
西西伯利亚经济地区（俄语：За́падно-Сиби́рский экономи́ческий райо́н），又译西西伯利亚经济区，是俄罗斯的12个经济地区之一。
西西伯利亚经济区处于辽阔的平原，北部多沼泽且人口稀少，南部多山。石油、煤炭、木材和水资源丰富，在经济中非常重要。此地有大量的油田，俄罗斯最大的炼油厂位于鄂木斯克。库兹涅茨克盆地的克麦罗沃和库兹涅茨克是煤矿、产铁、钢材、机械装置及化工中心。

## 联邦主体
- 阿尔泰边疆区
- 阿尔泰共和国
- 克麦罗沃州
- 新西伯利亚州
- 鄂木斯克州
- 托木斯克州
- 汉特-曼西自治区
- 秋明州
- 亚马尔-涅涅茨自治区